# سیارک ۷۳۷۰
سیارک ۷۳۷۰ (به انگلیسی: 7370 Krasnogolovets، نامگذاری:1978SM5) هفت هزار و سیصد و هفتادمین سیارک کشف شده‌است که در ۲۷ سپتامبر ۱۹۷۸ کشف شد.
قدر مطلق سیارک برابر ۳۳.۸ است.